# Col des Robines
Le col des robines est situé à Saint-André-les-Alpes, dans les Alpes-de-Haute-Provence, en France. Il fait communiquer les vallées du Verdon et de l'Asse. Il se situe sur la route nationale 202 entre Barrême et Saint-André-les-Alpes et sépare les communes de Moriez et Saint-André-les-Alpes. Il est franchi en tunnel par la ligne de Nice à Digne.

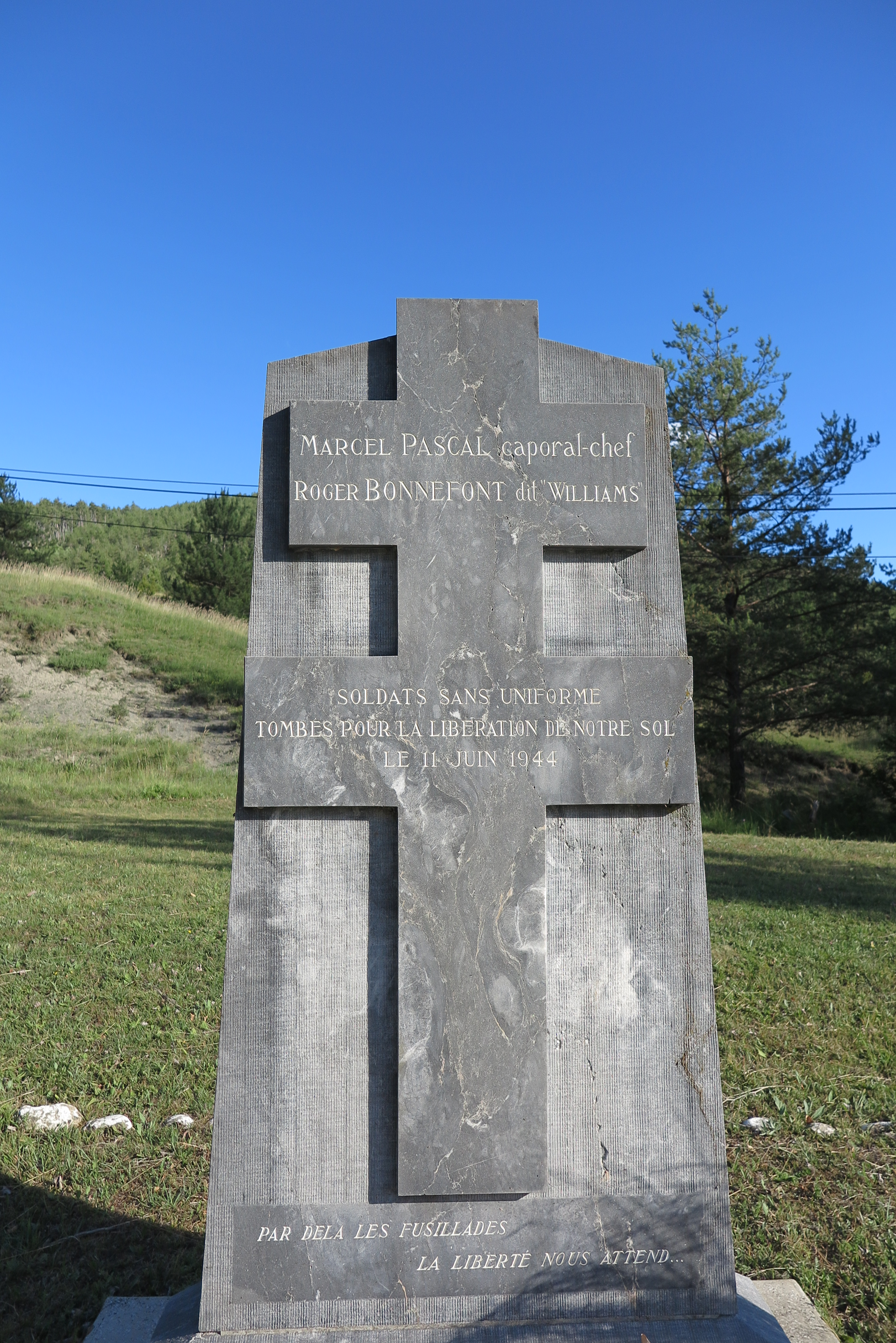
Monument mémoriel au col.

Au col se situe un monument mémoriel de la Seconde Guerre mondiale, érigé en l'honneur de Marcel Pascal, propriétaire de l'hôtel Pascal, plaque tournante de la Résistance locale, et Roger Bonnefont, dit Williams, tombés le 11 juin 1944.